# Boone Pickens Stadium
O Boone Pickens Stadium é um estádio localizado em Stillwater, Oklahoma, Estados Unidos, possui capacidade total para 55.509 pessoas, é a casa do time de futebol americano universitário Oklahoma State Cowboys football da Universidade Estadual de Oklahoma. O estádio foi inaugurado em 1920.